# Allophyllognathopus brasiliensis
Allophyllognathopus brasiliensis is een eenoogkreeftjessoort uit de familie van de Phyllognathopodidae. De wetenschappelijke naam van de soort is voor het eerst geldig gepubliceerd in 1967 door Kiefer.